# Майкл Пламб
Майкл Пламб (англ. Michael Plumb, 28 березня 1940) — американський вершник.
Олімпійський чемпіон 1976 (командне триборство), 1984 (командне триборство) років, срібний призер 1964 (командне триборство), 1968 (командне триборство), 1972 (командне триборство), 1976 (індивідуальне триборство) років, учасник 1960, 1992 років.
Переможець Панамериканських ігор 1963 (командне триборство), 1967 (індивідуальне триборство), 1967 (командне триборство) років, срібний призер 1959 (індивідуальне триборство), 1959 (командне триборство) років.
Срібний призер Чемпіонату світу з кінного триборства 1974 (командне триборство), 1974 (індивідуальне триборство) років, бронзовий призер 1978 (командне триборство), 1982 (командне триборство) років.